# Romain-Octave Pelletier l'Ancien
Pour les articles homonymes, voir Romain-Octave Pelletier et Pelletier.
 (Février 2023).
Romain-Octave Pelletier, (parfois appelé Peltier), né le 9 septembre 1843 à Montréal et mort le 4 mars 1927, est un pianiste, organiste, compositeur, parolier, conférencier, pédagogue et professeur de musique québécois.

## Biographie
Romain-Octave Pelletier est le patriarche d'une famille de musiciens québécoise. Ses trois fils firent de brillantes carrières musicales ; Frédéric Pelletier, Romain Pelletier et Victor Pelletier. Son petit-fils, Romain-Octave Pelletier junior ou Romain-Octave Pelletier II, était un célèbre violoniste. Il fut surnommé Pelletier II ou Pelletier l'ancien en raison de son petit-fils.
Son frère aîné, Orphir Pelletier, était un compositeur et organiste à la basilique Saint-Patrick de Montréal. Largement autodidacte, il reçut néanmoins de son frère Orphir des leçons de musique ancienne. 
En 1857, il devient organiste des orgues de la cathédrale Saint-Jacques de Montréal. Pendant cette période, il a étudié le droit et obtenu la certification en tant que notaire. Il a notamment rédigé le contrat de mariage du violoniste et ami Frantz Jehin-Prume, qu'il accompagna de nombreuses fois dans des récitals.
Il commença sa carrière professionnelle comme organiste d'églises, pendant une quinzaine d'années. 
De 1867 à 1875, il a été organiste à l'église de Saint-Jacques-le-Mineur de St-Denis où il a provoqué une certaine controverse pour avoir osé jouer des œuvres de compositeurs protestants comme Jean-Sébastien Bach et Mendelssohn.
Durant la même période, il partit étudier pendant près de deux ans en Europe en 1871-1872. Il a étudié la musique avec William Thomas Best et John-Baptiste Calkin à Londres, Jacques-Nicolas Lemmens à Bruxelles, avec le pianiste Antoine-François Marmontel et l'organiste Louis Lebel à Paris. Il a notamment interprété des œuvres de Bach, en présence de Charles-Marie Widor à l'Église Saint-Sulpice en 1872. Par la suite, il retourna en Europe en 1900 en compagnie des frères Casavant, facteurs d'orgues québécois.
De retour à Montréal en 1872, il enseigna la musique et le solfège dans diverses écoles et institutions pédagogiques. Il eut notamment pour élèves, la pianiste et compositrice Albertine Caron-Legris, l'organiste et compositrice Alice Vinette ainsi qu'Alphonse Lavallée-Smith, futur fondateur du Conservatoire national de Montréal.
En 1887, il fut renommé organiste de la cathédrale Saint-Jacques de Montréal, fonction qu'il assuma jusqu'en 1923.
En 1919, il a reçu un doctorat honorifique de l'Université de Montréal.
Romain-Octave Pelletier fut président à plusieurs reprises de l'Académie de musique du Québec, (1884-1885, 1894-1895, 1902-1904, 1909-1910, 1915-1916).
Il fut un pédagogue qui donna de nombreuses conférences et qu'il réunit dans plusieurs ouvrages : Le Toucher du pianiste (Montréal 1916), L'Étude de la littérature du piano (Montréal 1920), L'Art pianistique (Montréal 1922) et un Guide du professeur de piano (Montréal 1925).